# Manettia cryptantha
Manettia cryptantha är en måreväxtart som beskrevs av Paul Carpenter Standley. Manettia cryptantha ingår i släktet Manettia och familjen måreväxter.
Artens utbredningsområde är Colombia. Inga underarter finns listade i Catalogue of Life.